# Diarville
Diarville és un municipi francès situat al departament de Meurthe i Mosel·la i a la regió del Gran Est. L'any 2007 tenia 495 habitants.

## Demografia

### Població
El 2007 la població de fet de Diarville era de 495 persones. Hi havia 184 famílies, de les quals 44 eren unipersonals (12 homes vivint sols i 32 dones vivint soles), 56 parelles sense fills, 72 parelles amb fills i 12 famílies monoparentals amb fills.
La població ha evolucionat segons el següent gràfic:
Habitants censats

### Habitatges
El 2007 hi havia 209 habitatges, 189 eren l'habitatge principal de la família, 9 eren segones residències i 11 estaven desocupats. 187 eren cases i 21 eren apartaments. Dels 189 habitatges principals, 146 estaven ocupats pels seus propietaris, 36 estaven llogats i ocupats pels llogaters i 7 estaven cedits a títol gratuït; 1 tenia una cambra, 2 en tenien dues, 15 en tenien tres, 44 en tenien quatre i 127 en tenien cinc o més. 139 habitatges disposaven pel capbaix d'una plaça de pàrquing. A 93 habitatges hi havia un automòbil i a 71 n'hi havia dos o més.

### Piràmide de població
La piràmide de població per edats i sexe el 2009 era:
| Homes | Edats   | Dones |
| ----- | ------- | ----- |
| 0     | 95 o +  | 0     |
| 0     | 90 a 94 | 0     |
| 4     | 85 a 89 | 0     |
| 0     | 80 a 84 | 4     |
| 8     | 75 a 79 | 16    |
| 4     | 70 a 74 | 12    |
| 8     | 65 a 69 | 20    |
| 12    | 60 a 64 | 4     |
| 4     | 55 a 59 | 16    |
| 12    | 50 a 54 | 8     |
| 20    | 45 a 49 | 28    |
| 8     | 40 a 44 | 16    |
| 20    | 35 a 39 | 8     |
| 12    | 30 a 34 | 12    |
| 20    | 25 a 29 | 12    |
| 20    | 20 a 24 | 0     |
| 20    | 15 a 19 | 24    |
| 24    | 10 a 14 | 20    |
| 8     | 5 a 9   | 4     |
| 4     | 0 a 4   | 4     |

## Economia
El 2007 la població en edat de treballar era de 311 persones, 226 eren actives i 85 eren inactives. De les 226 persones actives 200 estaven ocupades (116 homes i 84 dones) i 26 estaven aturades (12 homes i 14 dones). De les 85 persones inactives 19 estaven jubilades, 35 estaven estudiant i 31 estaven classificades com a «altres inactius».

### Ingressos
El 2009 a Diarville hi havia 194 unitats fiscals que integraven 503 persones, la mediana anual d'ingressos fiscals per persona era de 17.929 €.

### Activitats econòmiques
Dels 23 establiments que hi havia el 2007, 2 eren d'empreses alimentàries, 2 d'empreses de fabricació d'altres productes industrials, 3 d'empreses de construcció, 5 d'empreses de comerç i reparació d'automòbils, 1 d'una empresa d'hostatgeria i restauració, 1 d'una empresa financera, 4 d'empreses immobiliàries, 4 d'entitats de l'administració pública i 1 d'una empresa classificada com a «altres activitats de serveis».
Dels 7 establiments de servei als particulars que hi havia el 2009, 2 eren tallers de reparació d'automòbils i de material agrícola, 1 paleta, 1 lampisteria, 1 restaurant i 2 agències immobiliàries.
Dels 2 establiments comercials que hi havia el 2009, 1 era una botiga de més de 120 m² i 1 una botiga de menys de 120 m².
L'any 2000 a Diarville hi havia 7 explotacions agrícoles que ocupaven un total de 588 hectàrees.

## Equipaments sanitaris i escolars
L'únic equipament sanitari que hi havia el 2009 era una farmàcia.
El 2009 hi havia 1 escola maternal i 1 escola elemental.

## Poblacions més properes
El següent diagrama mostra les poblacions més properes.